# Чемпионат мира по современному пятиборью 1953
III Чемпионат Мира по современному пятиборью 1953 года прошел в городе Санто-Доминго, Чили.
На старт вышло всего 23 спортсмена из 9 стран вступили в поединок за медали чемпионата. Это было вызвано тем, что удаленность места проведения соревнований отразилась на количественном составе участников. Из европейских стран полными командами выступали Швеция и Венгрия, одним участником были представлены Великобритания и Швейцария.

## Личное первенство
1. Габор Бенедек (Венгрия).
2. Иштван Сонди (Венгрия).
3. Вильяма Андре (США).
4. Карлос Альберто Веласкес (Аргентина).
5. Торстен Линдквист (Швеция).
6. Вернер Веттерли (Швейцария).

11. Ларс Халль (Швеция).
Л. Халль Олимпийский чемпион 1952 года занял одиннадцатое место. Очевидно, он был на этот раз не в лучшей форме, но, продолжая совершенствовать мастерство, через три года он вновь подтвердил звание лучшего пятиборца мира.

## Командное первенство
В командных соревнованиях сильнейшей была шведская сборная. Сборные команды Аргентины и Чили заняли соответственно второе и третье места. Эти команды дебютировали на Олимпиаде 1952 года в Хельсинки и заняли места в втором деясятке. После чемпионата мира 1953 года командам Аргентины и Чили не удалось повторить свой успех в дальнейшие годы.
1. Швеция (Линдквист, Нильссон, Халль).
2. Аргентина (Веласкес, Рибера, Аргиндеги).
3. Чили (Флооди, Кортес, Кармона).
4. США (Андре, Джонсон, Алрейд).
5. Бразилия (Тиноко-Маркес, Ухоа, Эрмани).
6. Уругвай (Ортис, Оливьера, Гонсалес).

Советская команда в чемпионате не участвовала.

## Итоги чемпионата
Из спортивно-технических показателей выделяются результаты.
- Стрельба.

Пер-Ове Нильсон результат 195 очков из 200 возможных. Средний результат в стрельбе поднялся до 177,7, в то время как на XV Играх он равнялся 170 очкам.
- Плавание.

Эрмани (Бразилия) результат в плавании — З.57,9. 65 процентов участников преодолели 5-минутный рубеж в плавании.
- Бег.

Венедек Габор показал в легкоатлетическом кроссе — 13.50,4.